# مقراب جيمس ويب الفضائي
مقراب جيمس ويب الفضائي  أو تلسكوب جيمس ويب الفضائي  (بالإنجليزية: James Webb Space Telescope) اختصاراً JWST، هو مرصد فضائي طُوِّر بشكل مباشر من قِبل ناسا ووكالة الفضاء الأوروبية ووكالة الفضاء الكندية. من المخطط أن يَخلف مقراب هابل الفضائي في إطار مهمة فلاجشيب الخاصة بناسا في الفيزياء الفلكية. سيوفر مقراب جيمس ويب، الذي أطلق في 25 ديسمبر 2021، دقة وحساسية محسَّنتان تفوقان مقراب هابل، كما انه سيخلف مقراب سبيتزر الفضائي الذي انتهت مدة خدمته في عام 2020. سيتموضع مقراب جيمس ويب الفضائي على بعد 1.5 مليون كيلومتر خلف الأرض والشمس في نقطة لاغرانج L2، وسوف يحوم حول تلك النقطة في مدار دائري ليقوم بالرصد.
وسيمكِّن مجموعة واسعة من الأرصاد والحصول على المزيد من البيانات في  مجاليّ علم الفلك وعلم الكون، بما في ذلك رصد بعض الأحداث والأجرام الفلكية الأكثر بُعدًا في الكون، مثل تكوُّن المجرات الأولى، والتوصيف التفصيلي للأغلفة الجوية للكواكب خارج النظام الشمسي التي من المحتمَل أن تكون صالحة للحياة.
تتكون المرآة الأساسية لمقراب جيمس ويب، وهي عنصر المقراب البصري، من 18 قطعة من المرايا سداسية الأضلاع المصنوعة من البيريليوم المطلي بالذهب واللائي تتحد لتكوين مرآة قُطرها 6.5 مترًا (21 قدمًا)، وهي أكبر بكثير من مرآة هابل التي تبلغ 2.4 مترًا (7 أقدام و10 بوصات). وعلى عكس هابل، والذي يرصد الأطياف القريبة من الأشعة فوق البنفسجية، والمرئية، والقريبة من الأشعة تحت الحمراء (من 0.1 إلى 1 ميكرومتر)، سوف يرصد مقراب جيمس ويب في نطاق تردد أقل، من الضوء المرئي ذو الطول الموجي الطويل حتى منتصف الأشعة تحت الحمراء (من 0.6 إلى 28.3 ميكرومتر)، وهو ما سيسمح له برصد الأجرام ذات الانزياح الأحمر العالي والتي ستكون قديمة جدًا وبعيدة جدًا عنا، ولا يستطيع مقراب هابل الفضائي الرصد في ذلك الحيز من الأشعة تحت الحمراء ولا بد من إبقاء المقراب باردًا جدًا ليتمكن من الرصد بواسطة الأشعة تحت الحمراء دون تدَخّل خارجي، لذلك سينشر في الفضاء بالقرب من نقطة لاجرانج الشمس-الأرضL2، وسيُبقي الدرع الشمسي الكبير المصنوع من السيليكون والكابتون المغلف بالألومنيوم ودرجة حرارة مرآته وأجهزته أقل من 50 كلفن.
يدير مركز جودارد لرحلات الفضاء التابع لناسا جهود التطوير، وشغل معهد مراصد علوم الفضاء مقراب ويب بعد إطلاقه. والمتعاقد الرئيسي هو نورثروب جرومان. وقد سمي على اسم جيمس إدوين ويب، الذي كان مديرًا لناسا من سنة 1961 إلى سنة 1968 ولعب دورًا أساسيًا في برنامج أبولو.
بدأ التطوير في سنة 1996 لإطلاق كان مخطَّطًا مبدئيًا لعام 2007 وميزانية قدرها 500 مليون دولار أمريكي، ولكن المشروع تعرَّض للعديد من التأجيلات وتجاوزات التكاليف، وخضع لعملية إعادة تصميم كبيرة في سنة 2005. وانتهى من إنشاء مقراب جيمس ويب في أواخر سنة 2016، وبعد ذلك بدأت مرحلة الاختبار المكثَّفة. وفي مارس 2018 أجَّلت ناسا الإطلاق بعد تمزُّق درع الشمس خلال ممارسة النشر. واجل الإطلاق مرة أخرى في يونيو 2018 إثر توصيات من مجلس مراجعة مستقل. وعلق العمل على إدماج واختبار المقراب في مارس 2020 بسبب جائحة فيروس كورونا، مؤديًا إلى مزيد من التأخير. وبعد استئناف العمل أعلنت ناسا أن موعد الإطلاق أجل إلى 31 أكتوبر 2021. وأدت مشكلات متعلقة بمركبة الإطلاق أريان 5 إلى تأخير موعد الإطلاق إلى 25 ديسمبر 2021.

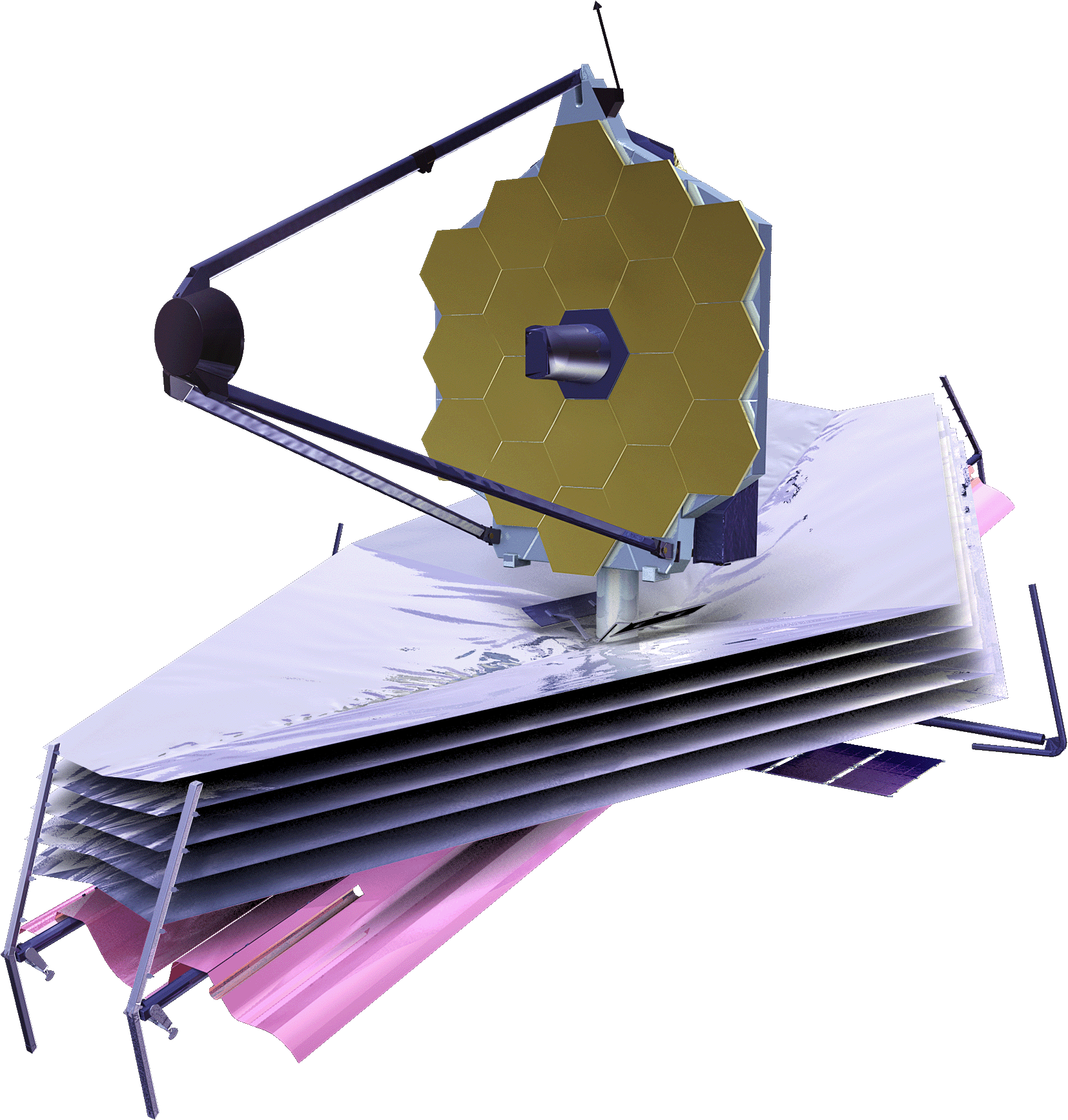
مقراب جيمس ويب الفضائي كاملا بدرعهِ الواقي من الشمس

## الميزات

مخطط بياني تقريبي لنفاذية غلاف الأرض الجوي (أو العتامة) لأطوال موجية مختلفة للإشعاع الكهرومغناطيسي، بما في ذلك الضوء المرئي.

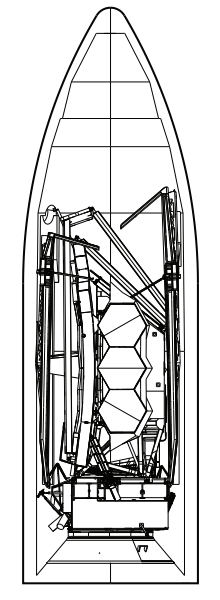
إعداد إطلاق مقراب جيمس ويب في أريان 5.

مقراب جيمس ويب الفضائي لديه كتلة منتظَرة بنحو نصف كتلة مقراب هابل الفضائي، ولكن مرآته الأساسية، عاكس البيريليوم المطلي بالذهب بقُطر 6.5 مترًا (21 قدمًا) سوف تحتوي على مساحة تجميع أكبر بسِت مرات، 25.4 متر مربع (273 قدم2)، باستخدام 18 مرآة سداسية مع وجود تعتيم قدره 0.9 متر مربع (9.7 قدم2) لدعامات الدعم الثانوية.
جهز مقراب جيمس ويب بأجهزة قياس الأشعة تحت الحمراء القريبة، ولكن يمكنه أيضًا رؤية الضوء المرئي البرتقالي والأحمر، بالإضافة لمنطقة منتصف الأشعة تحت الحمراء، وهذا يعتمد على الأجهزة المزود بها. التصميم يعطي أهمية خاصة لنطاق الأشعة القريبة إلى منتصف تحت الحمراء لثلاثة أسباب رئيسية:
- الأجرام ذات الانزياح الأحمر العالي تتحول انبعاثاتها المرئية إلى الأشعة تحت الحمراء.
- الأجرام الباردة مثل أقراص الحطام والكواكب تبعث بشكل أكبر في الأشعة تحت الحمراء.
- هذا النطاق تصعب دراسته من الأرض بواسطة المقاريب الفضائية الموجودة مثل هابل.

المقاريب الأرضية تنظر من خلال غلاف الأرض الجوي، الذي هو معتم في العديد من نطاقات الأشعة تحت الحمراء (انظر الشكل الخاص بامتصاص الغلاف الجوي أعلاه). وحتى عندما يكون الغلاف الجوي شفافًا، فإن العديد من المُركَّبات الكيميائية الموجودة في الهواء، مثل الماء وثنائي أكسيد الكربون والميثان موجودة أيضًا في غلاف الأرض الجوي وهو ما يُعقِّد التحليل بشكل كبير. ولا تستطيع المقاريب الفضائية الحالية مثل هابل دراسة هذه النطاقات لأنها مراياها ليست «باردة بدرجة كافية» (مرآة هابل يتم الحفاظ على درجة حرارتها عند حوالي 15 °م (288 ك؛ 59 °ف))، وبالتالي فإن المقراب نفسه يشع بقوة في نطاقات الأشعة تحت الحمراء ويعرقل بذلك الرصد والتصوير.
سوف يعمل مقراب جيمس ويب بالقرب من نقطة لاجرانج L2 الخاصة بمدار الشمس-الأرض، على مسافة تبعد حوالي 1,500,000 كيلومتر (930,000 ميل) خارج مدار الأرض. وبالمقارنة، مقراب هابل يدور على ارتفاع 550 كيلومتر (340 ميل) فوق سطح الأرض، والقمر يبعد 384,400 كيلومتر (238,900 ميل) عن الأرض. هذه المسافة تجعل إصلاح أو تحديث أجهزة مقراب جيمس ويب بعد إطلاقه مستحيلًا تقريبًا بواسطة سفن الفضاء أو رواد فضاء أثناء مرحلة التشغيل للمقراب. يمكن للأجرام القريبة من نقطة لاجرانج أن تدور حول الشمس بالتزامن مع الأرض، مما سيسمح للمقراب بالبقاء على مسافة ثابتة تقريبًا، واستخدام درع شمسي واحد لمنع الحرارة والضوء من الشمس والأرض. وهذا الترتيب سيحافظ على درجة حرارة المقراب أقل من 50 ك (−223 °م؛ −370 °ف)، وهذا ضروري من أجل رصد الأشعة تحت الحمراء.

عرض ثلاث أرباع المقراب من الأعلى
الجانب السفلي (المواجه للشمس)

### حماية الدرع الشمسي

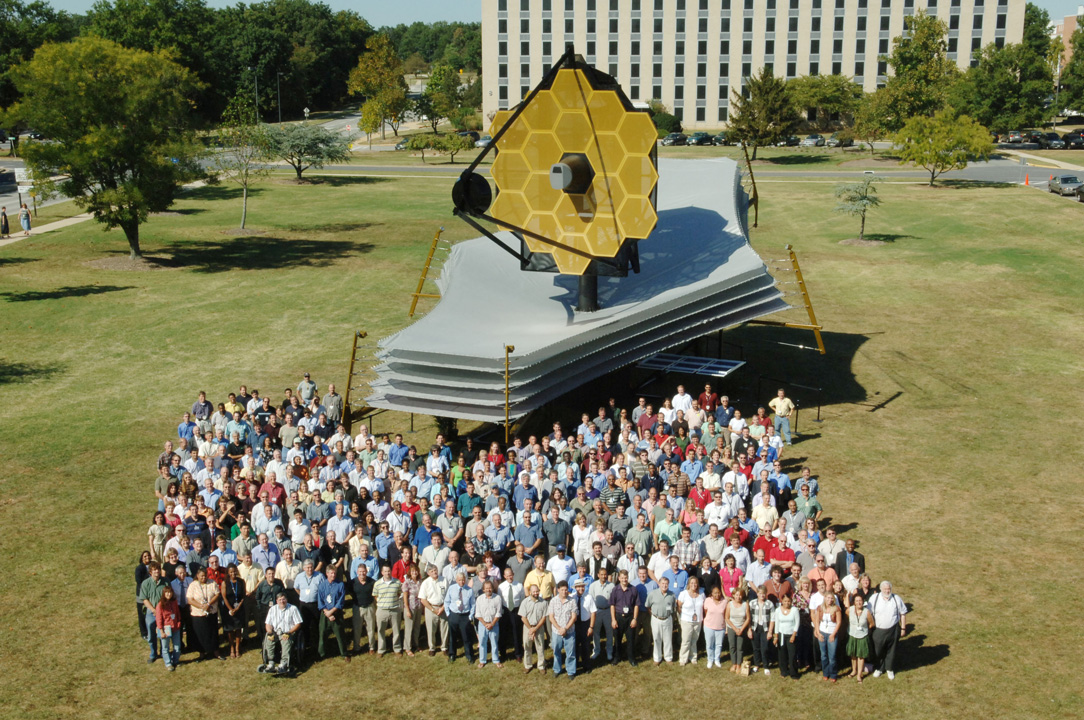
نموذج مبكر بالحجم الكامل معروض في مركز جودارد لرحلات الفضاء التابع لوكالة ناسا (2005)

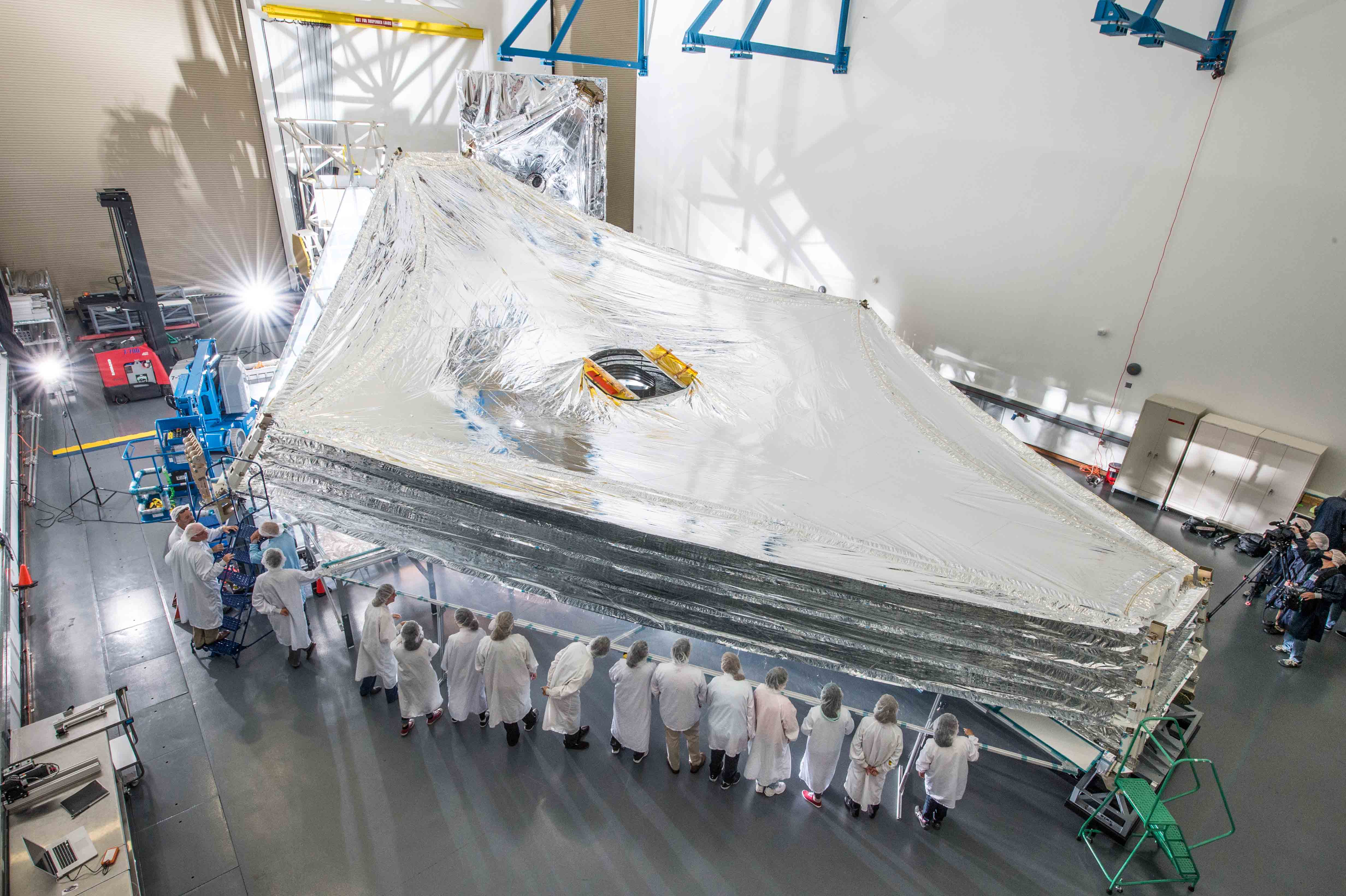
وحدة اختبار الدرع الشمسي مكدسة وموسعة في منشأة نورثروب جرومان في كاليفورنيا سنة 2014.

من أجل الرصد في طيف الأشعة تحت الحمراء، يجب إبقاء درجة حرارة مقراب جيمس ويب أقل من كلفن؛ وإلا فإن الأشعة تحت الحمراء الصادرة من المقراب نفسه ستطغى على أجهزته وتصبح ارصاده ليست واضحة. لذلك يُستخدم درعًا شمسيًا كبيرًا لحجب الضوء والحرارة الصادرة من الشمس والأرض والقمر. موقع المقراب بكل أجهزته بالقرب من نقطة L2 الخاصة بمدار الشمس-الأرض حيث تبقي جميع تلك الأجرام الثلاثة على نفس الجانب من المقراب الفضائي في جميع الأوقات. ومدار الطوق حول النقطة L2 يتجنب ظِل الأرض والقمر، مما يحافظ على بيئة ثابتة للدرع الشمسي والمصفوفات الشمسية من أجل توليد الطاقة الكافية لتشغيل جميع أجهزته. يحافظ الدرع على ثبات درجة حرارة المعدات الموجودة على الجانب المُظلم، وهذا بالغ الأهمية للحفاظ على المحاذاة الدقيقة لقطاعات المرآة الأساسية.[بحاجة لمصدر]
الدرع الشمسي المكوَّن من خمس طبقات، كل طبقة رقيقة مثل رقة شَعر الإنسان، مُكوَّنة من كابتون E وهو فيلم بوليميد متوفر تجاريًا من قِبل شركة دوبونت، مع أغشية مطلية خصيصًا بالألومنيوم على كلا الجانبين ومغطاة بالسيليكون على الجانب المواجه للشمس على أكثر الطبقتين سخونة لعكس حرارة الشمس مرة أخرى إلى الفضاء. وقد كانت التمزقات العرضية لتركيب الفيلم الدقيق أثناء الاختبار في سنة 2018 من بين العوامل التي أدت إلى تأخير المشروع.
صمم درع الشمس ليطوى اثنتى عشر مرة بحيث يتلائم مع إنسيابية الحمولة الصافية لصاروخ أريان 5، والذي يبلغ قُطره 4.57 متر (15.0 قدم) وطوله 16.19 متر (53.1 قدم). وبمجرد أن ينشر عند النقطة L2، سوف يُفتَح إلى 14.162 متر × 21.197 متر (46.46 قدم × 69.54 قدم). وقد جمع الدرع الشمسي يدويًا في مانتيك إنترناشونال في هنتسفيل بألاباما، قبل تسليمه إلى نورثروب جرومان في ريدوندو بيتش بكاليفورنيا للاختبار.

### البصريات

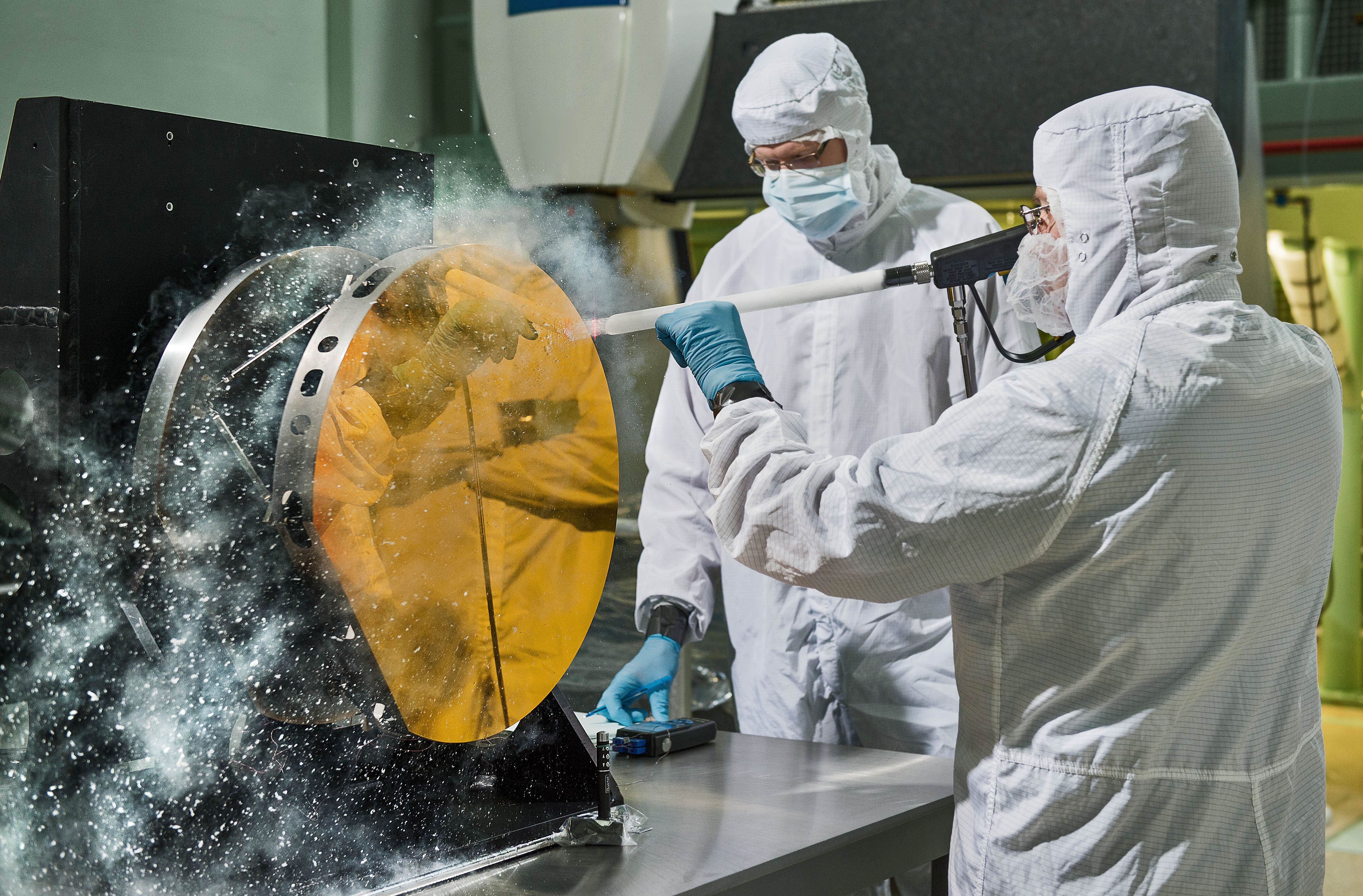
مهندسون يقومون بتنظيف مرآة اختبار بثلج ثنائي أكسيد الكربون، سنة 2015.

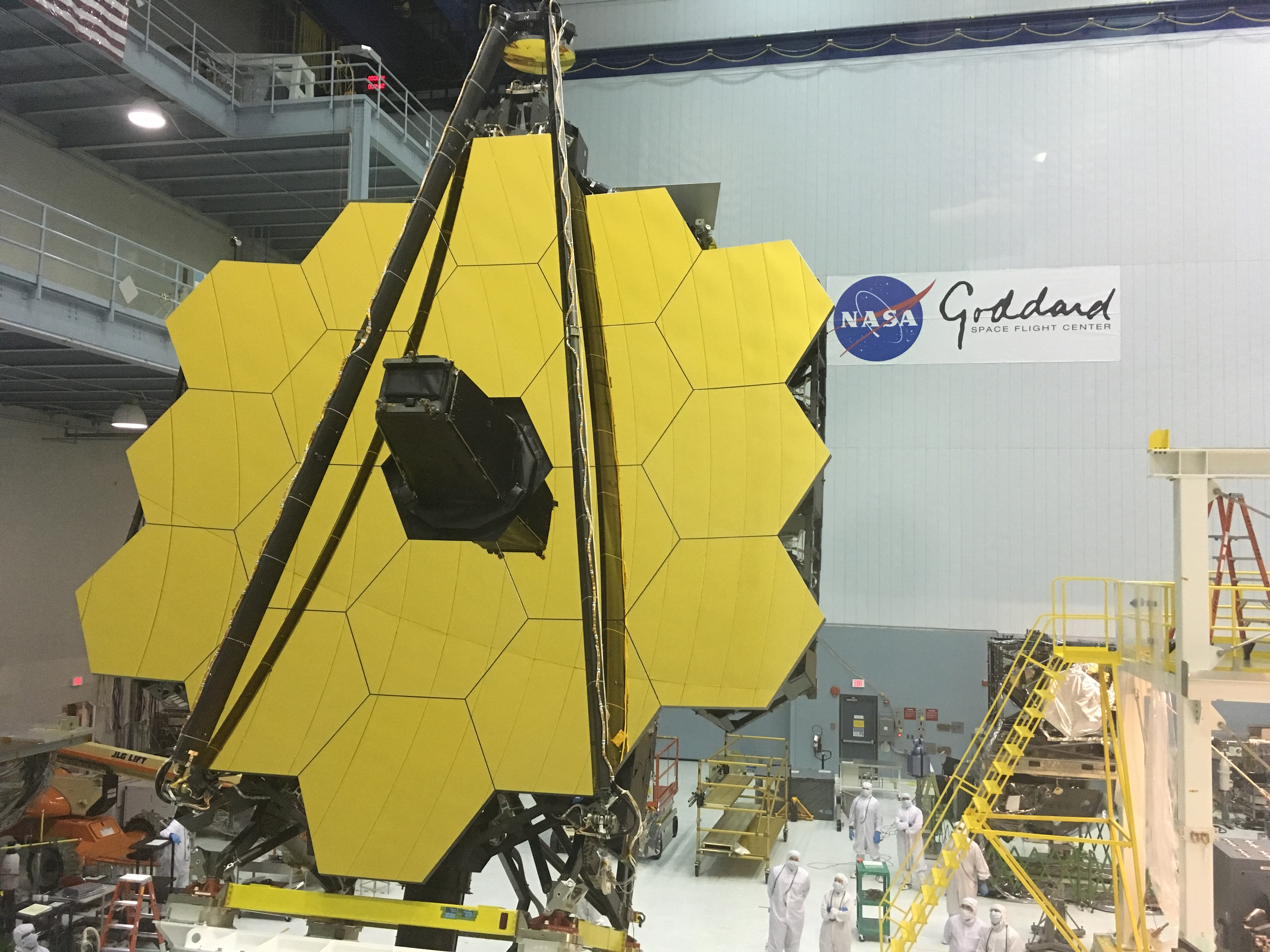
تجميع المرآة الرئيسية في مركز جودارد لرحلات الفضاء في مايو 2016.

مرآة مقراب جيمس ويب الأساسية هي عاكس بيريليوم قُطرها 6.5 متر مغطاة بالذهب ومساحة تجميعها تبلغ 25.4 متر مربع (273 قدم2). وإذا بُنيَت كمرآة واحدة كبيرة، فستكون كبيرة جدًا بالنسبة لمركبات الإطلاق الموجودة حاليًا. لذلك تتكون المرآة من 18 قطعة سداسية الأضلاع تُفتح بعد إطلاق المقراب. يستخدم استشعار الواجهة الموجية في مستوى الصورة من خلال خوارزمية جيرشبرج-ساكستون من أجل وضع أجزاء المرآة في الموقع الصحيح باستعمال محركات دقيقة للغاية. وبعد هذا الإعداد الأولي سبحتاج فقط إلى إجراء تحديثات عرضية كل بضعة أيام للحفاظ على التركيز الأمثل. وهذا على عكس المقاريب الأرضية، على سبيل المثال مقاريب كيك والتي تضبط باستمرار قياس أجزاء المرآة الخاصة بهم باستخدام البصريات النشطة للتغلب على تأثيرات جاذبية الرياح. بينما سوف يستخدم مقراب ويب 126 محركًا صغيرًا لضبط البصريات من حين لآخر نظرًا لعدم وجود الكثير من الاضطرابات البيئية للمقراب في الفضاء.
التصميم البصري لمقراب جيمس ويب هو ثلاثة مرايا تمنع الاعوجاج، والتي تستخدم المرايا المنحنية الثانوية والثالثية لتقديم صور خالية من الانحرافات البصرية على مدى مجال واسع. وبالإضافة إلى ذلك توجد مرآة توجيه سريع يمكنها ضبط وضعها عدة مرات في الثانية لتوفير استقرار الصورة.
تتكون مرآة ويب الرئيسية من 18 قطعة سداسية الشكل مصنوعة من البريليوم المطلي بالذهب، تُشكل معًا مرآة قطرها 6.5 متر (21 قدمًا)، مقارنةً بمرآة هابل التي يبلغ قطرها 2.4 متر (7 أقدام و10 بوصات). هذا يمنح ويب مساحة تجميع للضوء تبلغ حوالي 25 مترًا مربعًا (270 قدمًا مربعًا)، أي ما يعادل ستة أضعاف مساحة هابل. بخلاف هابل، الذي يرصد في نطاقات الأشعة فوق البنفسجية القريبة والمرئية (0.1 إلى 0.8 ميكرومتر)، والأشعة تحت الحمراء القريبة (0.8-2.5 ميكرومتر) ، يرصد ويب نطاق تردد أقل، من الضوء المرئي طويل الموجة (الأحمر) إلى الأشعة تحت الحمراء المتوسطة (0.6-28.5 ميكرومتر). يجب الحفاظ على التلسكوب باردًا للغاية، أقل من 50 كلفن (−223 درجة مئوية؛ −370 درجة فهرنهايت)، حتى لا يتداخل الضوء تحت الأحمر المنبعث من التلسكوب نفسه مع الضوء المُجمّع. يحميه درعه الشمسي المكون من خمس طبقات من ارتفاع درجة حرارة الشمس والأرض والقمر.
شركة بول للفضاء الجوي والتقنيات هي المتعاقد الفرعي البصري الأساسي لمشروع مقراب جيمس ويب الفضائي، بقيادة المتعاقد الرئيسي نورثروب جرومان لأنظمة الفضاء الجوي، بموجب عقد من مركز جودارد لرحلات الفضاء التابع لناسا، في جرينبيلت بماريلاند. صنعت الثمانية عشر جزءًا من المرآة الرئيسية، ومرايا التوجيه الثانوية والثالثية والدقيقة، بالإضافة إلى نسخة احتياطية مصطنعة ومصقولة بواسطة شركة بول للفضاء الجوي والتقنيات بناءًا على خامات أجزاء البيريليوم المصنعة من قِبل العديد من الشركات من بينها أكسيس وبراش ويلمان ومختبرات تينسلي.[بحاجة لمصدر]
ركب الجزء الأخير من المرآة الرئيسية في 3 فبراير 2016، والمرآة الثانوية في 3 مارس 2016.

### الأدوات العلمية

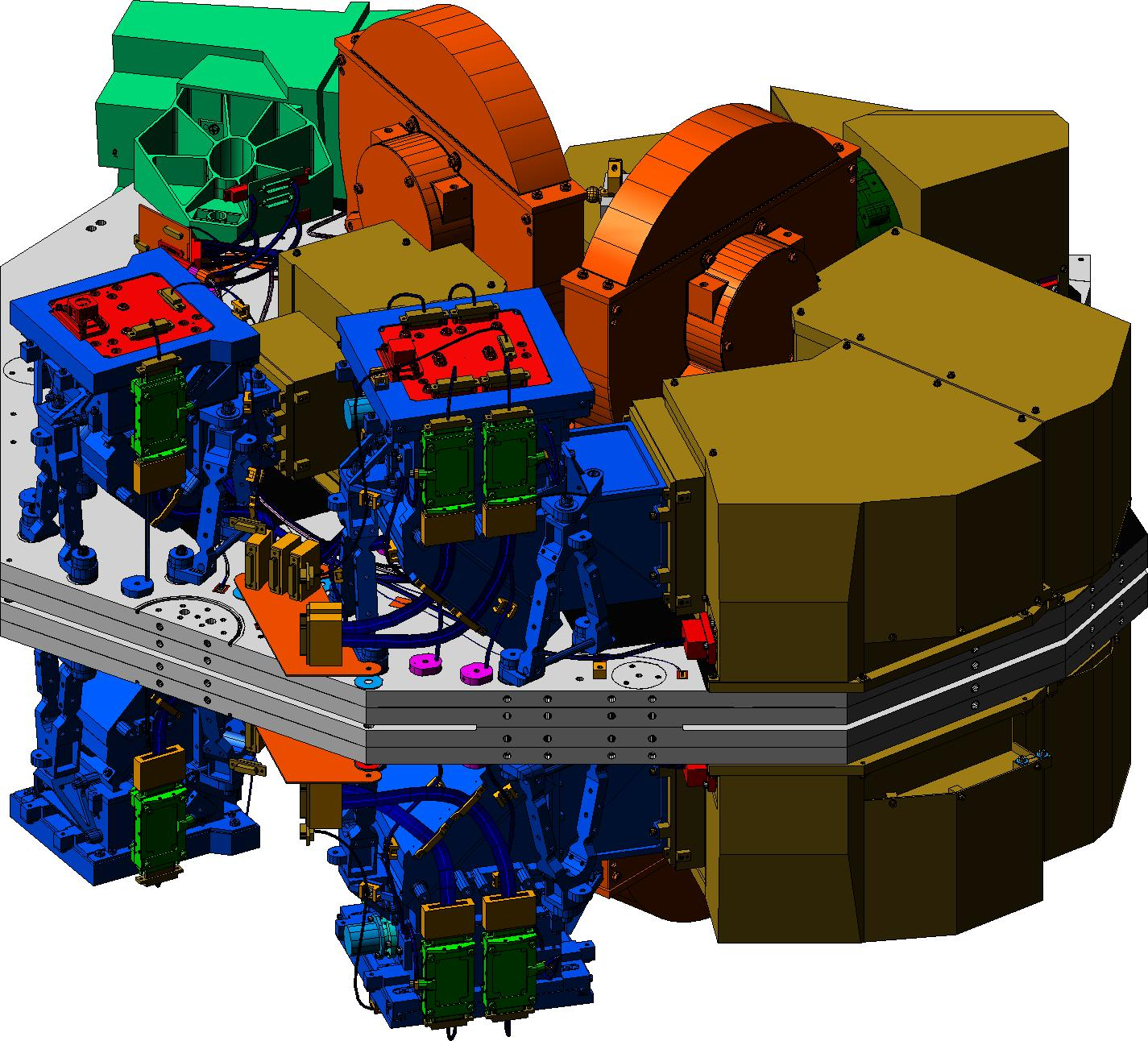
نموذج NIRCam

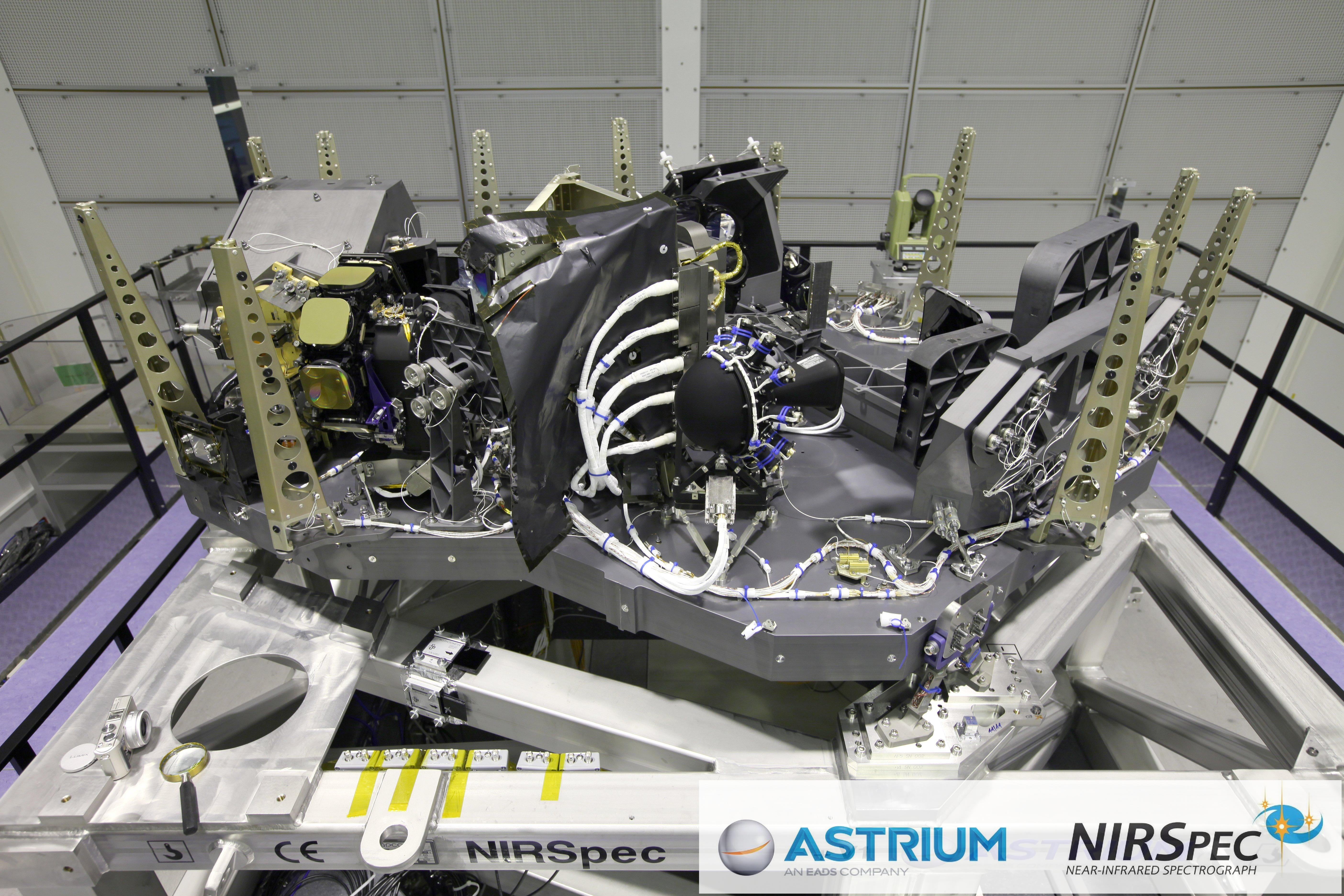
نموذج NIRSpec

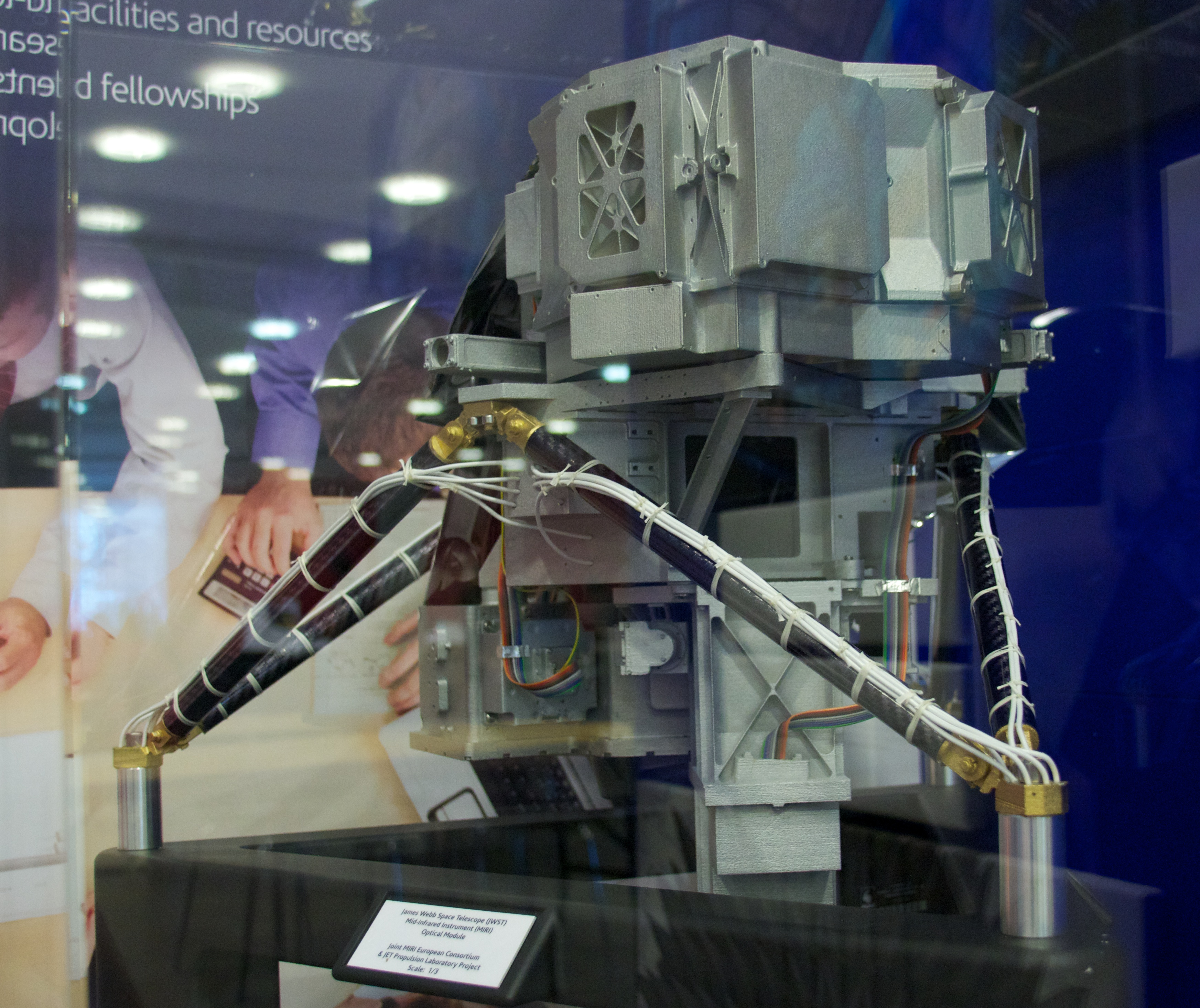
نموذج مصغر MIRI 1:3

وحدة الأدوات العلمية المتكاملة (ISIM) هي إطار يوفر الطاقة الكهربائية، وموارد الحوسبة، وقدرة التبريد بالإضافة إلى الاستقرار الهيكلي لمقراب ويب. صُنِعت من مُركَّب الجرافيت-الإيبوكسي المرتبط بالجانب السفلي من بِنية المقراب. وتحمل أربعة أدوات علمية وكاميرا إرشادية.
- كاميرا نيركام (كاميرا الأشعة تحت الحمراء القريبة) هي جهاز تصوير بالأشعة تحت الحمراء يغطي طيفًا يتراوح من حافة الضوء المرئي (0.6 ميكرومتر) وحتى الأشعة القريبة من تحت الحمراء (5 ميكرومتر).[45][46] ستخدم NIRCam أيضًا كمستشعر واجهة الموجة للمرصد، وهو مطلوب لاستشعار واجهة الموجة وأنشطة التحكم. وقد صُنِعت من قِبل فريق بقيادة جامعة أريزونا، مع الباحثة الرئيسية مارسيا جيه ريكي. والشريك الصناعي هو مركز التكنولوجيا المتقدمة التابع لشركة لوكهيد-مارتن الموجود في بالو ألتو بكاليفورنيا.[47]
- مطياف نير (سبكتروجراف الأشعة تحت الحمراء القريبة) سيقوم أيضًا بقياس الطيف على نفس نطاق الطول الموجي. صُنع بواسطة وكالة الفضاء الأوروبية في المركز الأوروبي لأبحاث وتكنولوجيا الفضاء في نوردفايك بهولندا. يضم فريق التطوير القائد أعضاء من إيرباص للدفاع والفضاء، وأوتوبرون وفريدريشهافن بألمانيا، ومركز جودارد لرحلات الفضاء، مع بيير فيرويت (مدرسة ليون نورمال العليا) كعالِم مشروع NIRSpec. يوفر تصميم NIRSpec ثلاثة أوضاع للرصد: وضع منخفص الدقة باستخدام منشور، ووضع R~1000 متعدد الأجرام، ووحدة R~2700 حقل متكاملة أو وضع القياس الطيفي طويل الشق.[48] تبدل الأوضاع عن طريق تشغيل آلية الاختيار المسبق لطول الموجة والتي تسمى مجموعة عجلة المرشَّح، واختيار عنصر التشتت المقابل (المنشور أو الشبكة) باستخدام آلية تجميع عجلة الشبكة.[48] تعتمد كلا الآليتين على آليات ISOPHOT الناجحة لمرصد الأشعة تحت الحمراء الفضائي. يعتمد وضع متعدد الأجرام على آلية مصراع دقيق معقدة تسمح بالرصد المتزامن لمئات الأجرام الفردية في أي مكان في مجال رؤية NIRSpec. تم تصميم الآليات وعناصرها البصرية ودمجها واختبارها بواسطة كارل زايس بألمانيا، بموجب عقد من أستريوم.[48]
- سوف تقيس MIRI (جهاز قياس الأشعة تحت الحمراءالمتوسطة) نطاق الطول الموجي من منتصف إلى الأشعة تحت الحمراء الطويلة من 5 إلى 27 ميكرومتر.[49] تحتوي على كل من كاميرا الأشعة تحت الحمراء وسبكترومتر التصوير.[47] طور MIRI كتعاون بين ناسا واتحاد من البلدان الأوروبية، وبقيادة جورج إتش ريكي (جامعة أريزونا) وجيليان رايت (مركز المملكة المتحدة لتكنولوجيا علم الفلك في ادنبره باسكتلندا، وهو جزء من مجلس منشآت العلوم والتكنولوجيا (STFC)).[47] تتميز MIRI بآلية عجلات مماثلة لـ NIRSpec والتي طُوِّرت وصُنِعت أيضًا بواسطة كارل زايس بموجب عقد من معهد ماكس بلانك للفلك بهايدلبرج بألمانيا. سلم تجميع المختبر البصري المكتمَل من MIRI إلى مركز جودراد لرحلات الفضاء في منتصف سنة 2012 من أجل الاندماج النهائي في وحدة أدوات العلوم المتكاملة. وMIRI يجب ألا تتجاوز درجة حرارتها 6 كلفن، والمُبَرِّد الميكانيكي بغاز الهيليوم الموجود على الجانب الدافئ للدرع البيئي يوفر هذا التبريد.[50]

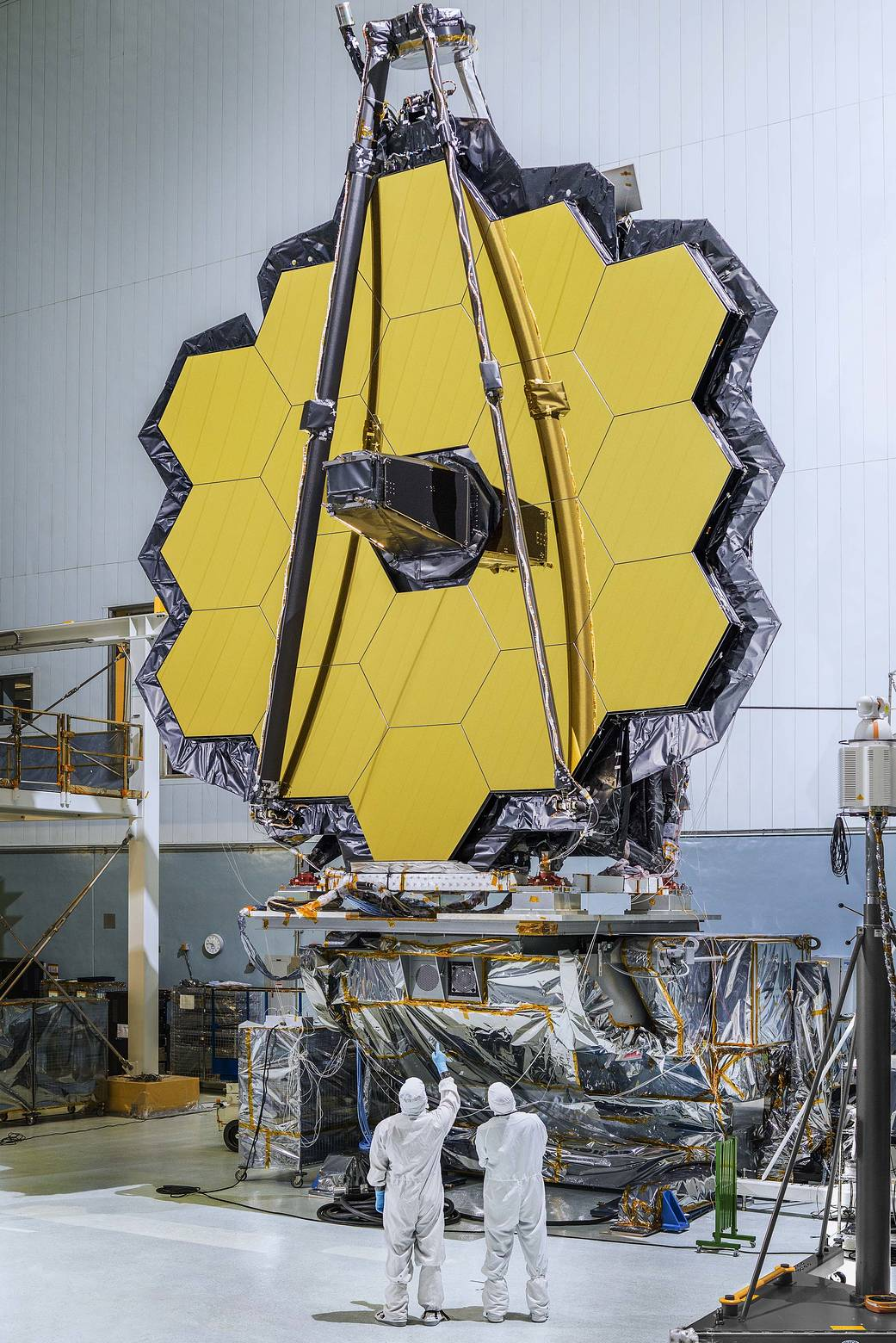
مجموعة المرآة الرئيسية من الأمام مع المرايا الأساسية المرفقة، نوفمبر 2016.

- يستخدم FGS/NIRISS (مستشعر التوجيه الدقيق ومصور الأشعة القريبة من تحت الحمراء والمطياف اللا شَقّي) بقيادة وكالة الفضاء الكندية تحت إشراف عالِم المشروع جون هاتشينجر (معهد هيرتسبيرج للفيزياء الفلكية، المجلس القومي للبحوث بكندا) لتحقيق الاستقرار في خط رؤية المرصد خلال الرصد العلمي. تُستحدم القياسات بواسطة FGS للتحكم في الاتجاه العام للمركبة الفضائية وقيادة مرآة التوجيه الدقيقة لتثبيت الصورة. تقدم وكالة الفضاء الكندية أيضًا وحدة التصوير بالأشعة القريبة من تحت الحمراء المطياف اللا شَقّي (NIRISS) للتصوير الفلكي والتحليل الطيفي في نطاق الطول الموجي من 0.8 إلى 5 ميكرومتر، بقيادة الباحث الرئيسي رينيه دويون في جامعة مونتريال.[47] ونظرًا لأنه يتم تركيب NIRISS فعليًا مع FGS، فغالبًا ما يشار إليهما على أنهما وِحدة واحدة، ومع ذلك فهما تخدمان أغراضًا مختلفة تمامًا، حيث أن إحداهن هي أداة علمية والأخرى هي جزء من البنية التحتية الداعمة للمرصد.

تتميز كل من NIRCam وMIRI براصدات الاكليل التي تحجب أضواء النجوم من أجل رصد الأهداف الخافتة مثل الكواكب خارج النظام الشمسي والأقراص النجمية الدوارة بالغة القُرب من النجوم الساطعة.
توفر كاشفات الأشعة تحت الحمراء للوحدات NIRCam وNIRSpec وFGS وNIRISS بواسطة مستشعرات تيليدين للتصوير (شركة روكويل العلمية سابقًا). يستخدم كل من وحدة الأدوات العلمية المتكاملة (ISIM) الخاصة بمقراب جيمس ويب الفضائي (JWST) وفريق هندسة قيادة ومعالجة البيانات (ICDH) سبيسواير لإرسال البيانات بين الأدوات العلمية وأدوات معالجة البيانات.

### حافلة المركبة الفضائية

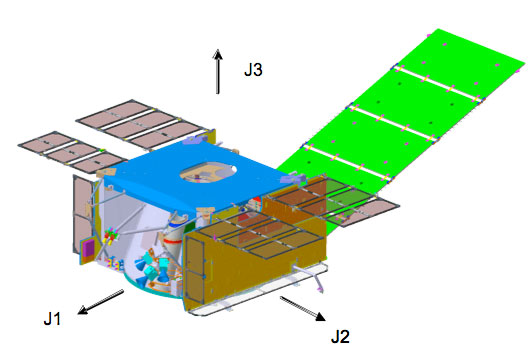
رسم تخطيطي لحافلة المركبة الفضائية، الألواح الشمسية باللون الأخضر والألواح ذوات اللون البنفسجي الفاتح هي مٌشعات.

حافلة المركبة الفضائية هي عنصر الدعم الأساسي لمقراب جيمس ويب الفضائي، الذي يستضيف عددًا كبيرًا من الحوسبة والاتصالات والدفع والأجزاء الهيكلية، والذي يجمع الأجزاء المختلفة من المقراب معًا، وهو يشكل جنبًا إلى جنب مع الدرع الشمسي عنصر المركبة الفضائية في المقراب الفضائي. العنصران الرئيسيان الآخران من مقراب ويب هما وحدة الأدوات العلمية المتكاملة (ISIM) وعنصر المقراب البصري (OTE). والمنطقة 3 من ISIM موجودة أيضًا بداخل حافلة المركبة الفضائية؛ وتتضمن النظام الفرعي قيادة ومعالجة البيانات (ICDH) وMIRI المُبَرِّد.
حافلة المركبة الفضائية مُتصلة بعنصر المقراب البصري عبر تجميع البرج القابل للنشر، والذي هو أيضًا مُتصل بالدرع الشمسي.
يزن هيكل الحافلة الفضائية 350 كجم (770 رطلًا)، ويجب أن يتحمل ثقل المقراب الفضائي الذي يزن 6200 كجم (13700 رطلًا). وهو مصنوع بشكل أساسي من مادة الجرافيت المُركَّبة. جمع في كاليفورنيا، واكتمل التجميع في سنة 2015، ثم دمج مع بقية المقراب الفضائي قبل إطلاقه المخطط له في 2021. يمكن لحافلة المركبة الفضائية تدوير المقراب بدقة توجيه تبلغ ثانية قوسية واحدة، وعزل الاهتزاز حتى 2 ملي ثانية قوسية.
تقع الحافلة الفضائية على الجانب «الدافئ» المواجه للشمس وهي تعمل عند درجة حرارة تقارب الـ300 ك (27 °م؛ 80 °ف). كل شيء على الجانب المواجه للشمس يجب أن يكون قادرًا على التعامل مع الظروف الحرارية لمدار الطوق الخاص بمقراب جيمس ويب، والذي يوجد جانب واحد منه في ضوء الشمس بشكل مستمر بينما الجانب الآخر موجود في ظِل الدرع الشمسي للمركبة الفضائية.
جانب آخر مهم من الحافلة الفضائية هو الحوسبة المركزية، وتخزين المعلومات، ومعدات الاتصالات. يوجه المعالج والبرمجيات مجموعة البيانات من وإلى الأدوات، وإلى ذاكرة الحالة الصلبة المركزية، ونظام الراديو الذي يرسل البيانات مرة أخرى إلى الأرض ويتلقّى الأوامر. يتحكم الحاسوب أيضًا في التوجيه ولحظة المركبة الفضائية، حيث يأخذ بيانات المستشعر من الجيروسكوبات ومتعقب النجوم، ويرسل الأوامر اللازمة إلى عجلات التفاعل أو الدافعات.

## المدار
تقع نقطة لاغرانج L2 على بعد 5و1 مليون كيلومتر خلف الأرض . ويحوم المقراب حول تلك النقطة في مدار عمودي على الخط الواصل بين L2 والأرض (شاهد الفيديو التوضيحي).

## المقارنة مع مقاريب أخرى

مقارنة مرآة جيمس ويب مع مرآة هابل الرئيسية

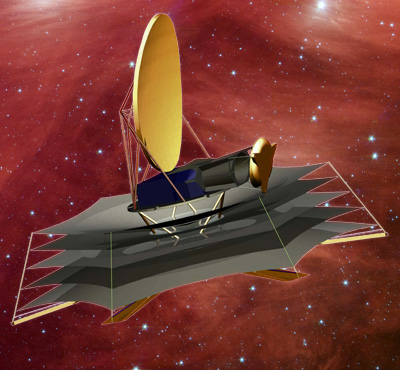
سوف تكون هندسة كاليستو لمقراب سافير (SAFIR) خليفة لسبيتزر، والذي سيتطلب تبريدًا سلبيًا أكبر من جيمس ويب (5 كلفن).

تعود الرغبة في الحصول على مقراب فضائي يعمل بالأشعة تحت الحمراء إلى عقود ماضية. في الولايات المتحدة، كان هناك تخطيط لمرفق مقراب الأشعة تحت الحمراء (Shuttle Infrared Telescope Facility) خلال تطوير مكوك الفضاء، ولقد اعترف بإمكانية علم فلك الأشعة تحت الحمراء في ذلك الوقت. وبالمقارنة مع المقاريب الأرضية، كانت المراصد الفضائية في حِل من امتصاص الغلاف الجوي لضوء الأشعة تحت الحمراء. وفتحت المراصد الفضائية «سماء جديدة» كاملة لعلماء الفلك.
ومع ذلك، فإن مقاريب الأشعة تحت الحمراء لها عيب: فهي تحتاج إلى البقاء شديدة البرودة، وكلما إزداد الطول الموجي للأشعة تحت الحمراء، كلما احتاجت إلى أن تكون أكثر برودة. وإذا لم تكن، فإن الحرارة الخلفية للجهاز نفسه تطغى على أجهزة الكشف، وهو ما يجعلها عمياء بشكل فعال. ويمكن التغلب على هذه المشكلة من خلال التصميم الدقيق للمركبة الفضائية، وبشكل خاص عن طريق وضع المقراب في ديوار مع مادة شديدة البرودة، مثل الهيليوم السائل، وهذا يعني أن معظم المقاريب التي تعمل بالأشعة تحت الحمراء لها عمر محدود وقصير بسبب المُبَرِّد الخاص بها، وهو يتراوح بين بضعة أشهر وبضعة سنوات على الأكثر.

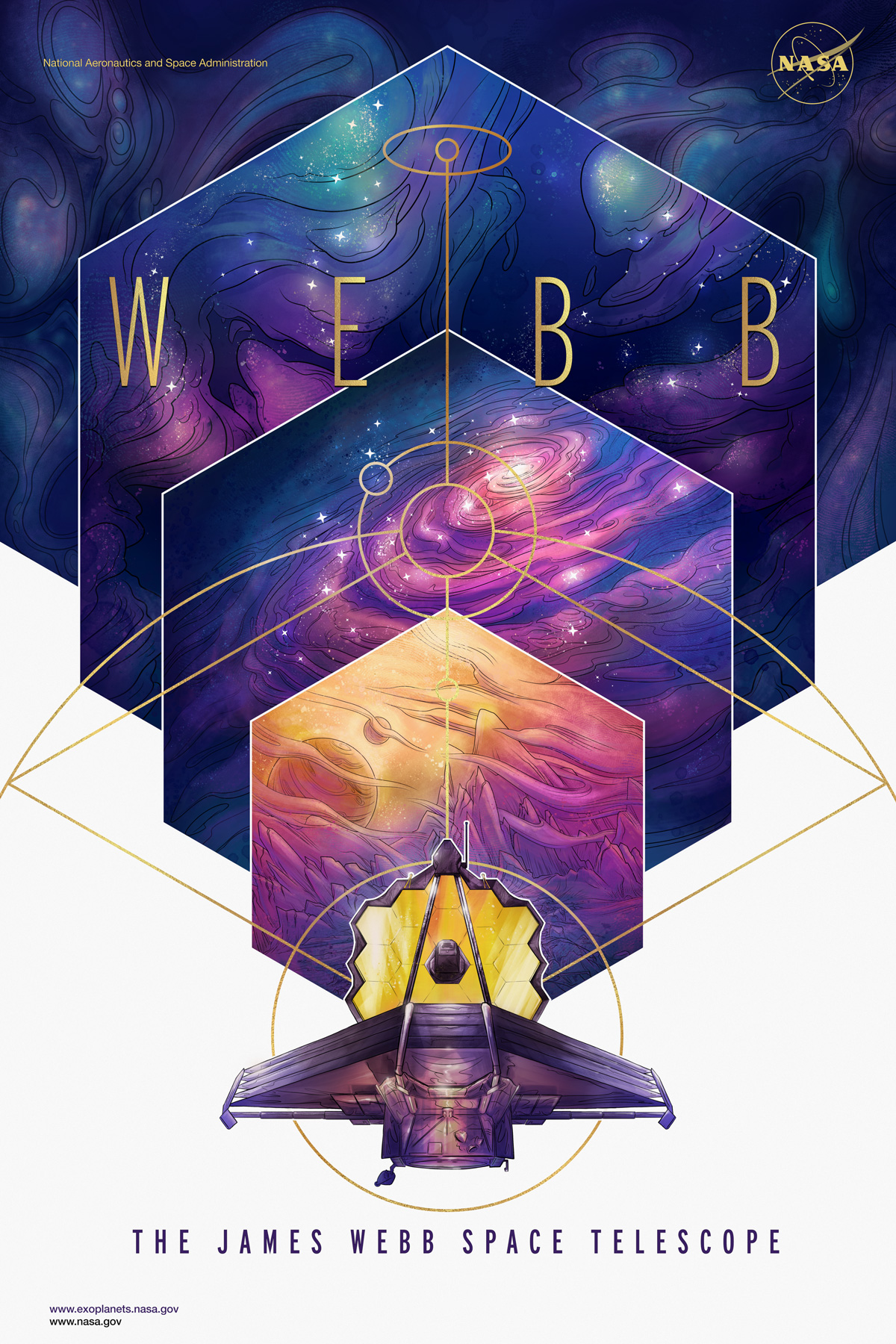
ملصق مقراب جيمس ويب الفضائي الرسمي

| الاسم                                                                    | السنة | الطول الموجي (ميكرومتر) | الفتحة (متر) | التبريد                        |
| ------------------------------------------------------------------------ | ----- | ----------------------- | ------------ | ------------------------------ |
| IRT                                                                      | 1985  | 1.7–118                 | 0.15         | الهيليوم                       |
| مرصد الأشعة تحت الحمراء الفضائي (ISO)                                    | 1995  | 2.5–240                 | 0.60         | الهيليوم                       |
| المحلل الطيفي التصويري للمقراب الفضائي لهابل (STIS)                      | 1997  | 0.115–1.03              | 2.4          | Passive                        |
| كاميرا قريبة من الأشعة تحت الحمراء والمطياف متعدد الأجرام لهابل (NICMOS) | 1997  | 0.8–2.4                 | 2.4          | نيتروجين، ومُبَرِّد لاحقًا          |
| مقراب سبيتزر الفضائي                                                     | 2003  | 3–180                   | 0.85         | الهيليوم                       |
| كاميرا واسعة المجال 3 لهابل (WFC3)                                       | 2009  | 0.2–1.7                 | 2.4          | Passive, and thermo-electric   |
| مرصد هيرشل الفضائي                                                       | 2009  | 55–672                  | 3.5          | الهيليوم                       |
| مقراب جيمس ويب الفضائي                                                   | 2021  | 0.6–28.5                | 6.5          | Passive, and cryocooler (MIRI) |

## المهمة
مقراب جيمس ويب الفضائي له أربعة أهداف رئيسية:
1. البحث عن الضوء المنبعث من النجوم والمجرات الأولى التي تكونت في الكون بعد الانفجار العظيم.
2. دراسة تكون وتطور المجرات.
3. فهم تكون النجوم والأنظمة الكوكبية.
4. دراسة الأنظمة الكوكبية وأصول الحياة.[61]

يمكن تحقيق هذه الأهداف بشكل أكثر فعالية من خلال الرصد بواسطة الضوء القريب من الأشعة تحت الحمراء بدلًا من الضوء في الجزء المرئي من الطيف. لهذا السبب لن تقيس أدوات مقراب جيمس ويب الضوء المرئي أو فوق البنفسجي مثل مقراب هابل، ولكن ستكون لديه قدرة أكبر على ممارسة علم فلك الأشعة تحت الحمراء. مقراب جيمس ويب سيكون حساسًا لنطاقات من الأطوال الموجية تبدأ من 0.6 (الضوء البرتقالي) إلى 28 ميكرومتر (الأشعة تحت الحمراء العميقة عند حوالي 100 ك (−173 °م؛ −280 °ف))
يمكن استخدام مقراب جيمس ويب لجمع معلومات حول الضوء الخافت لنجم تابي، الذي اكتُشف سنة 2015، وله بعض خصائص منحنى الضوء غير الطبيعية.

## النتائج العلمية

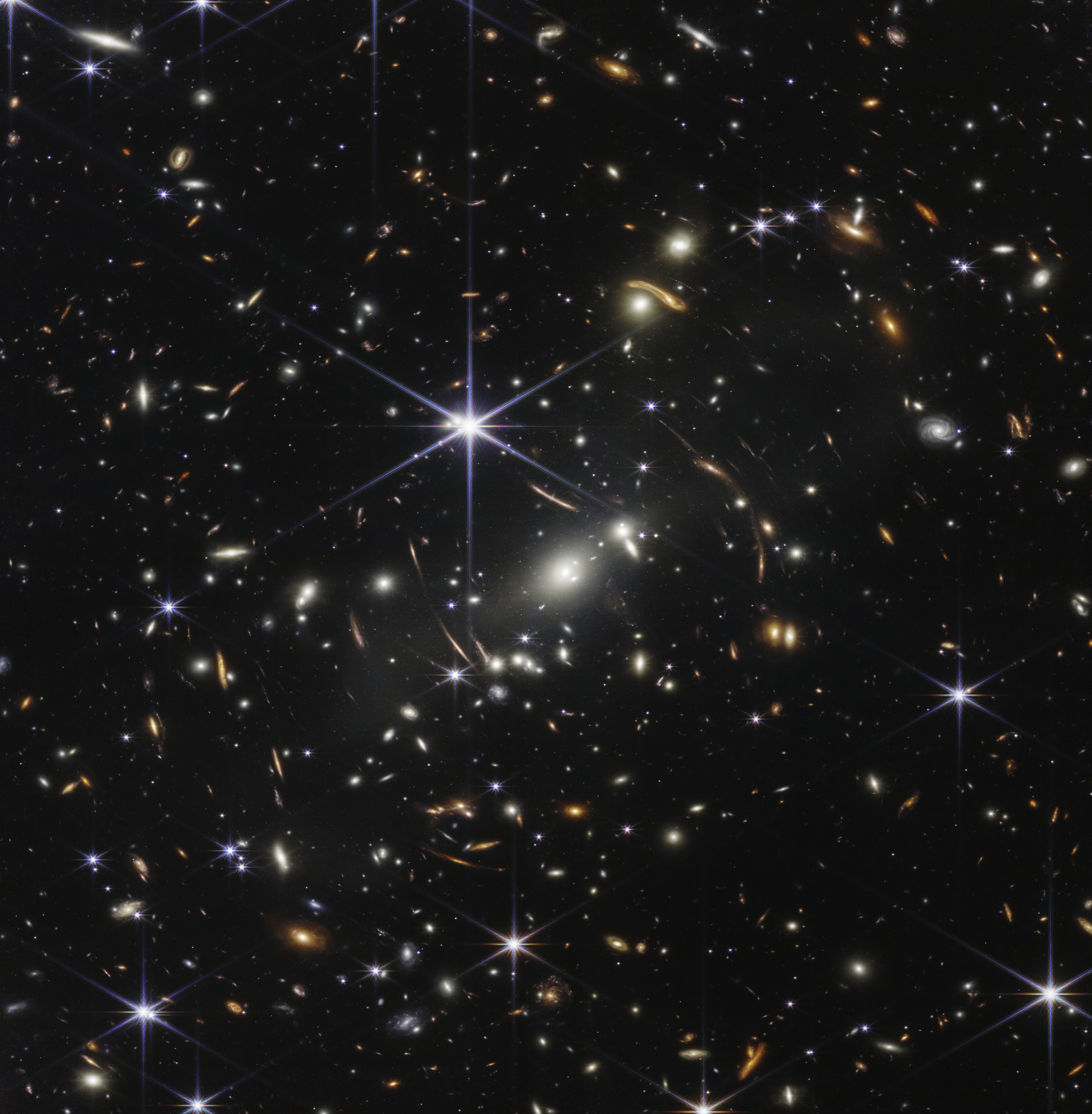
أول صورة نشرت بعد بدء تشغيل التلسكوب، صدرت في 11 يوليو 2022. تُعرف الصورة باسم أول حقل عميق لويب، وتُظهر الصورة مجموعة المجرات SMACS J0723.3-7327 والأجسام خلفها مكبرة بواسطة عدسات الجاذبية (تراها في الصورة منحنية هلالية الشكل).

في 12 يوليو 2022 كشف الرئيس جو بايدن عن أول صورة ملونة من تليسكوب ويب وكذلك بيانات طيفية، والذي يمثل أيضًا البداية الرسمية لعمليات ويب العلمية الأساسية. أيضاً أعلنت وكالة ناسا عن قائمة الملاحظات المستهدفة وهي:
- سديم القاعدة
- كوكب WASP-96b
- سديم الحلقة الجنوبي
- خماسية ستيفان
- عنقود مجرات SMACS 0723، عدسة الجاذبية صورة بعيدة المدى للمجرات [66]

## الاكتشافات (مختارات)
تم خلال المهمة اكتشاف عدة مجرات يعود تاريخها إلى حوالي 300 مليون سنة بعد الانفجار العظيم، أي منذ حوالي 13.5 مليار سنة. إنها المجرات الأقدم والأبعد التي تم اكتشافها على الإطلاق. استغرق ضوؤها 13.5 مليار سنة ليصل إلينا، لذا فقد رصدها التلسكوب في حالتها الموجودة آنذاك. المجرة الأبعد وبالتالي الأقدم التي تم اكتشافها على الإطلاق هي JADES-GS-z14-0، التي اكتشفها التلسكوب في مايو 2024. ومثل المجرات الأخرى المكتشفة، كانت أكثر سطوعًا وأثقل وأكبر حجمًا من الحجم المتوقع من نظرية الانفجار العظيم . منذ ذلك الحين، أصبح النموذج القياسي الحالي لعلم الكونيات موضع تساؤل متزايد.
في مايو 2024، اكتشف التلسكوب أبعد اندماج لثقبين أسودين معروفين حتى الآن في نظام مجرة ZS7. دلائل الرصد تشير إلى أن هذا التكوين  حدث  بعد 740 مليون سنة من العظيم ، وهذا أيضا يشير إلى أنه نشأ  بشكل أسرع  مما كان يُعتقد سابقًا.
في يونيو 2023، أُعلن عن اكتشاف جزيئات عضوية في المجرة SPT0418-47، التي تبعد عنا اثني عشر مليار سنة ضوئية.

## بعض الصور

المنحدرات الكونية لـ سديم كارينا (NGC 3324) (NIRCam)
سديم الجؤجؤ (NGC 3324) (MIRI)
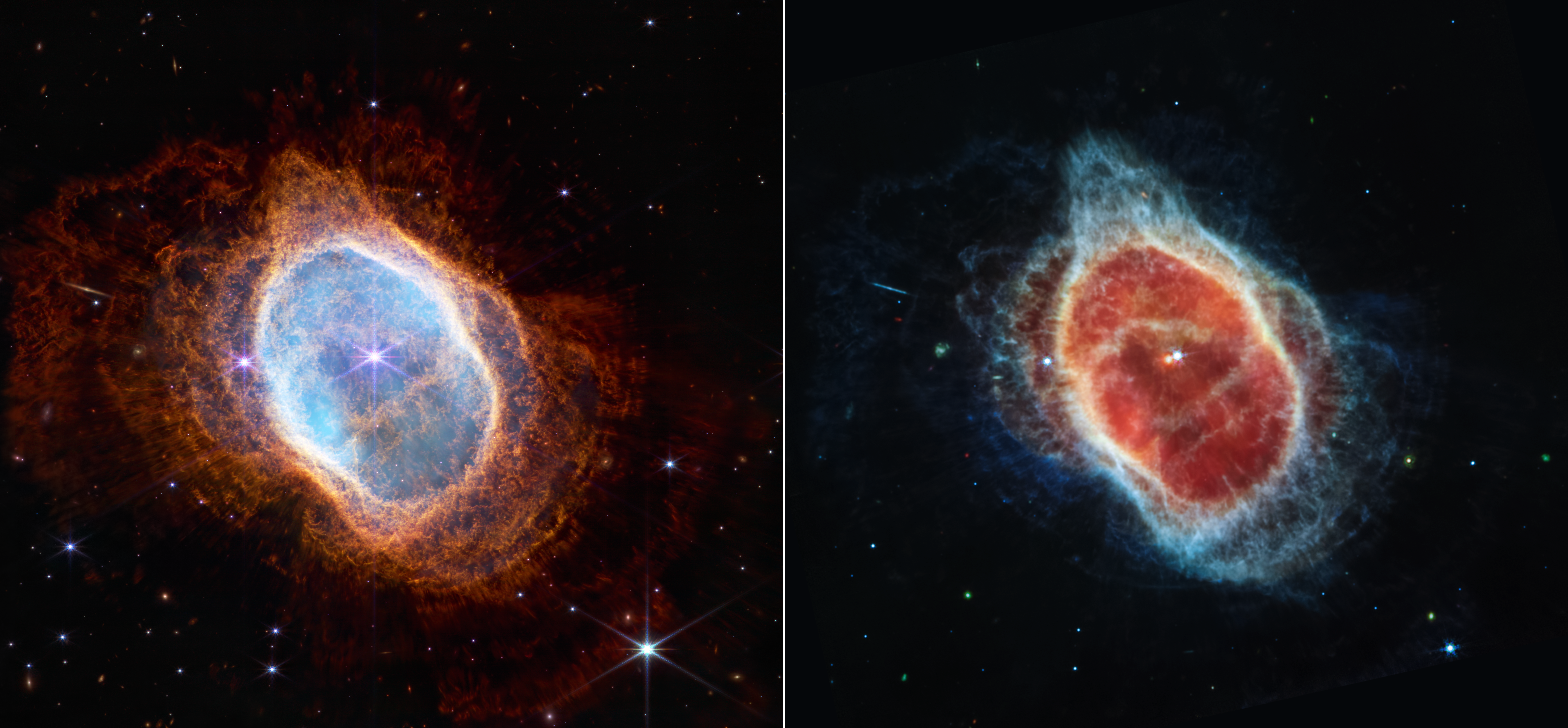
سديم الحلقة الجنوبية (NGC 3132؛ اليسار: NIRCam؛ اليمين: MIRI))
خماسية ستيفان (صورة مركبة من NIRCam/MIRI)
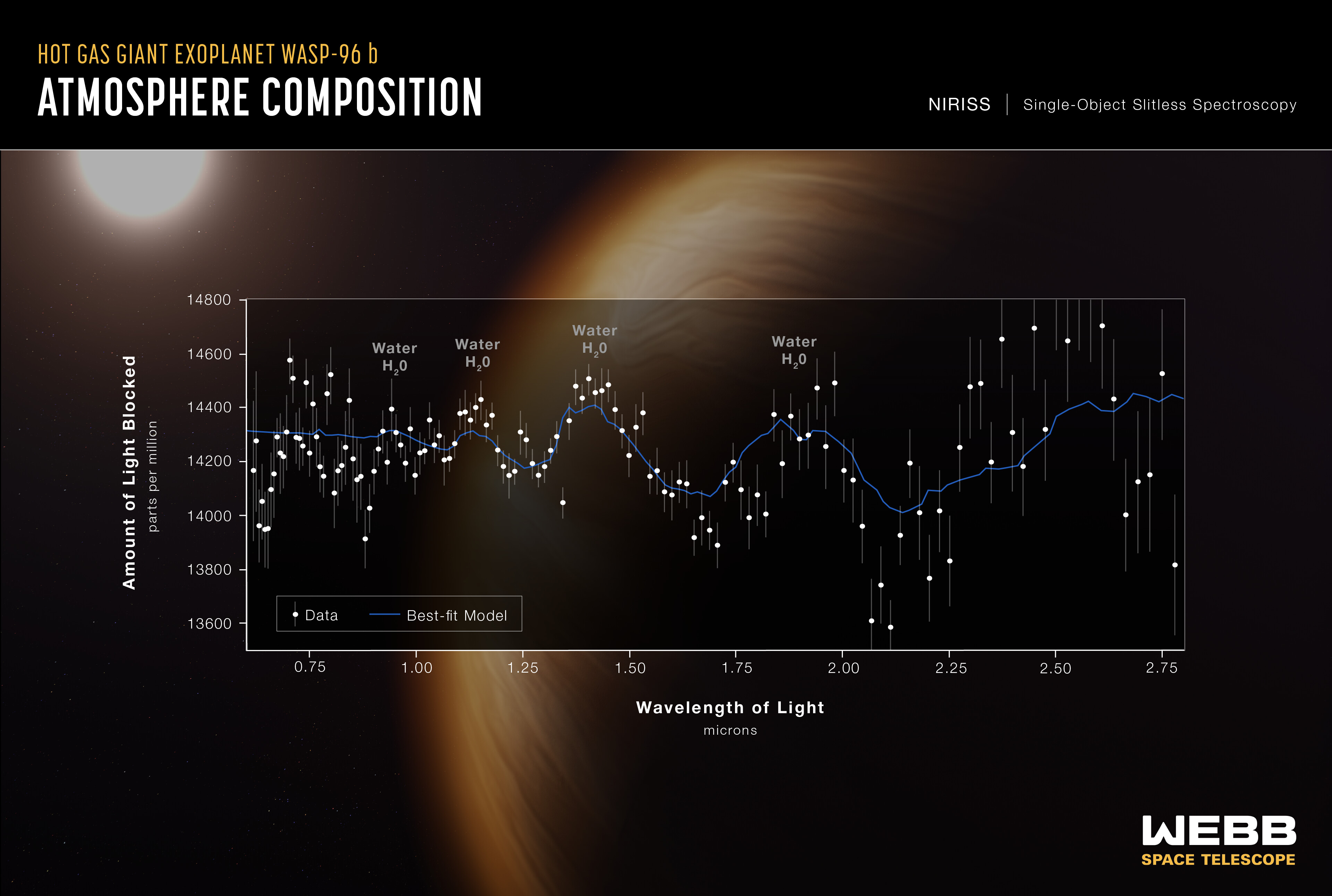
طيف كوكب WASP-96b يدل على وجود الماء في جوه.]

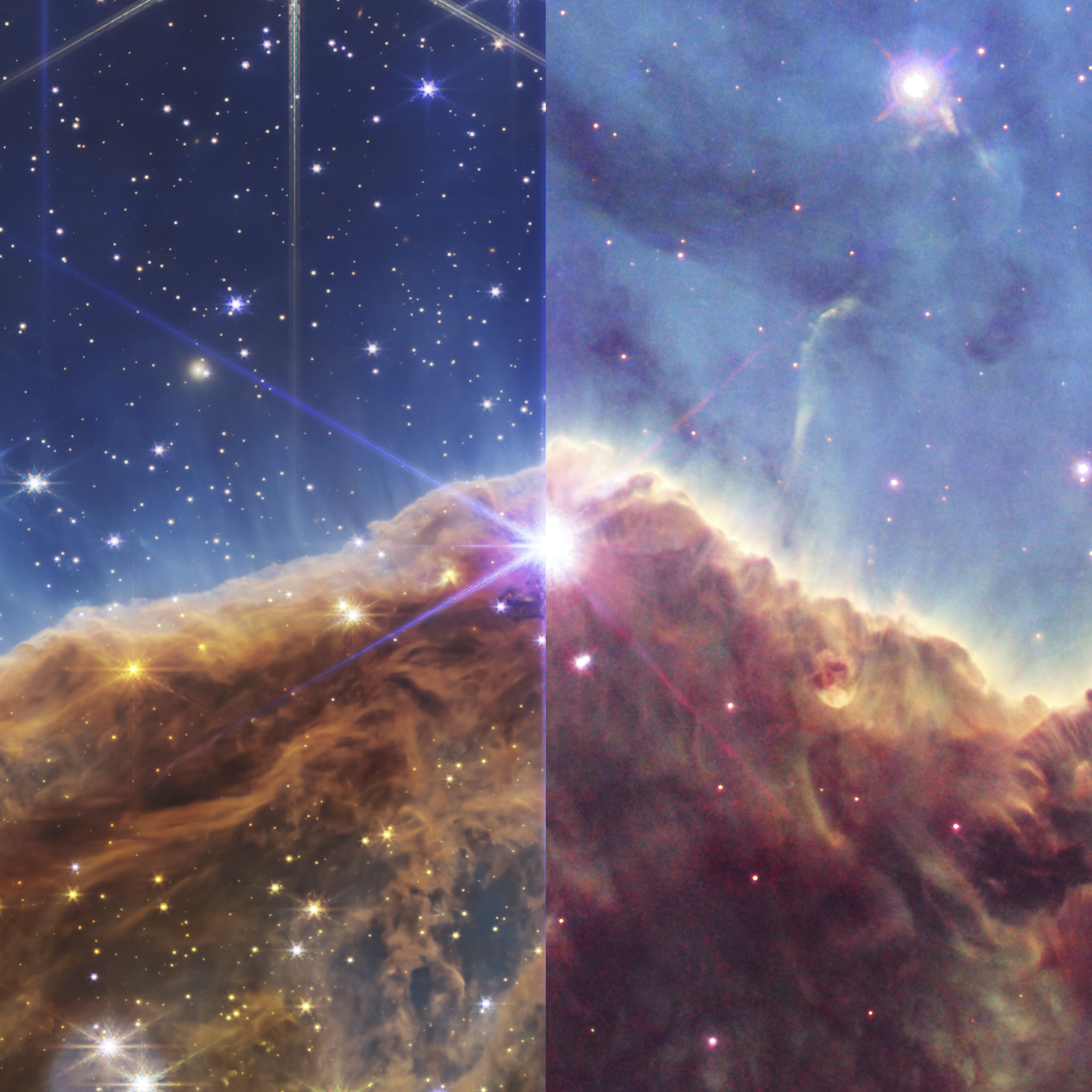
مقارنة بين تفاصيل صورة الأشعة تحت الحمراء القريبة لـ JWST 2022 (يسار) وصورة هابل للضوء المرئي المنشورة في عام 2008 (يمين).
أعمدة الخلق: مقارنة متحركة بين صورتين من تلسكوب هابل الفضائي (HST) في النطاق المرئي مع صورة واحدة من تلسكوب جيمس ويب الفضائي (JWST) في نطاق الأشعة تحت الحمراء القريبة.

## أكتشافات وتفسيرات جديرة بالملاحظة
في يونيو 2023، أُعلن عن اكتشاف جزيئات عضوية على بُعد 12 مليار سنة ضوئية في مجرة SPT0418-47.
في 12 يوليو 2023، احتفلت ناسا بالعام الأول من عملياتها بإصدار صورة ويب لمنطقة صغيرة لتكوين النجوم في مجمع سحابة رو الحواء، على بُعد 390 سنة ضوئية.
في مايو 2024، اكتشف تلسكوب جيمس ويب أبعد اندماج معروف للثقوب السوداء.
حدث هذا الاكتشاف داخل نظام المجرات ZS7، بعد 740 مليون سنة من الانفجار العظيم، ويشير إلى معدل نمو سريع للثقوب السوداء من خلال الاندماجات، حتى في الكون الفتي.

## المجرات المبكرة الساطعة
بعد أسبوعين من نشر صور ويب الأولى، وصفت العديد من أوراق بحوث ما قبل الطباعة مجموعة واسعة من المجرات ذات الانزياح الأحمر العالي والسطوع العالي (يُفترض أنها كبيرة) والتي يُعتقد أن تاريخها يتراوح بين 235 مليون سنة (z=16.7) و280 مليون سنة بعد الانفجار العظيم ، وهو تاريخ أقدم بكثير مما كان معروفًا سابقًا. في 17 أغسطس 2022، أصدرت ناسا صورة فسيفسائية كبيرة مكونة من 690 إطارًا فرديًا التقطتها كاميرا NIRCam على ويب للعديد من المجرات المبكرة جدًا.  بعض المجرات المبكرة التي رصدها مقراب ويب مثل CEERS-93316، والتي يقدر انزياحها الأحمر بحوالي z=16.7، أي ما يعادل 235.8 مليون سنة بعد الانفجار العظيم، هي مرشحة لتكون مجرات ذات انزياح أحمر عالي. في سبتمبر 2022، اقتُرح أن تكون الثقوب السوداء البدائية مسؤولة عن تفسير هذه المجرات الكبيرة والمبكرة بشكل غير متوقع. في مايو 2024، حدد تلسكوب جيمس ويب أبعد مجرة معروفة، وهي JADES-GS-z14-0، والتي شوهدت بعد 290 مليون سنة فقط من الانفجار العظيم، بما يتوافق مع انزياح أحمر قدره 14.32. كجزء من المسح المتقدم العميق خارج المجرة (JADES) التابع لتلسكوب جيمس ويب، يُسلط هذا الاكتشاف الضوء على مجرة أكثر سطوعًا وكتلة بكثير مما كان متوقعًا لمثل هذه الفترة المبكرة. كشف التحليل التفصيلي باستخدام جهازي NIRSpec و MIRI التابعين لتلسكوب جيمس ويب عن خصائص هذه المجرة الرائعة، بما في ذلك حجمها الكبير ومحتواها من الغبار، مما يتحدى النماذج الحالية لتكوين المجرات المبكرة.

## البلاد المشاركة
تعاونت وكالة ناسا ووكالة الفضاء الأوروبية ووكالة الفضاء الكندية في مشروع التلسكوب منذ عام 1996. وقد وافق أعضاؤها على مشاركة وكالة الفضاء الأوروبية في البناء والإطلاق في عام 2003، وتم توقيع اتفاقية بين وكالة الفضاء الأوروبية وناسا في عام 2007. وفي مقابل الشراكة الكاملة والتمثيل والوصول إلى المرصد لعلماء الفلك التابعين لها، توفر وكالة الفضاء الأوروبية أداة NIRSpec، وتجميع المقعد البصري لأداة MIRI، والإقلاع بواسطة  Ariane 5 ECA، والقوى العاملة لدعم العمليات.  قدمت وكالة الفضاء الكندية جهاز استشعار التوجيه الدقيق وجهاز التصوير بالأشعة تحت الحمراء القريبة Slitless Spectrograph والقوى العاملة لدعم العمليات.
ساهم عدة آلاف من العلماء والمهندسين والفنيين من 15 دولة في بناء واختبار ودمج ويب.[151] وشارك ما مجموعه 258 شركة ووكالة حكومية ومؤسسة أكاديمية في مشروع ما قبل الإطلاق؛ 142 من الولايات المتحدة، و104 من 12 دولة أوروبية (بما في ذلك 21 من المملكة المتحدة، و16 من فرنسا، و12 من ألمانيا و7 من دول دولية)،[152] و12 من كندا.[151] كما شاركت دول أخرى كشركاء لناسا، مثل أستراليا، في عملية ما بعد الإطلاق. Other countries as NASA partners, such as Australia, were involved in post-launch operation.
- النمسا
- بلجيكا
- كندا
- جمهورية التشيك
- الدنمارك
- فنلندا
- فرنسا
- ألمانيا
- اليونان
- أيرلندا
- إيطاليا
- لوكسمبورغ
- هولندا
- النرويج
- البرتغال
- إسبانيا
- السويد
- سويسرا
- المملكة المتحدة
- الولايات المتحدة

## وصلات خارجية
- الموقع الرسمي لمقراب جيمس ويب الفضائي من ناسا نسخة محفوظة 4 يناير 2012 على موقع واي باك مشين.